# Байесовская линейная регрессия
Байесовская линейная регрессия — это подход в линейной регрессии, в котором статистический анализ проводится в контексте байесовского вывода: когда регрессионная модель имеет ошибки, имеющие нормальное распределение, и, если принимается определённая форма априорного распределения, доступны явные результаты для апостериорных распределений вероятностей параметров модели.

## Конфигурация модели
Рассмотрим стандартную задачу линейной регрессии, в которой для {\displaystyle i=1,...,n} мы указываем среднее условное распределение величины {\displaystyle y_{i}} для заданного вектора {\displaystyle k\times 1} предсказаний {\displaystyle \mathbf {x} _{i}}:
{\displaystyle y_{i}=\mathbf {x} _{i}^{\rm {T}}{\boldsymbol {\beta }}+\epsilon _{i},}
где {\displaystyle {\boldsymbol {\beta }}} является {\displaystyle k\times 1} вектором, а {\displaystyle \epsilon _{i}} являются независимыми и одинаково распределёнными нормально случайными величинами:
{\displaystyle \epsilon _{i}\sim N(0,\sigma ^{2}).}
Это соответствует следующей функции правдоподобия:
{\displaystyle \rho (\mathbf {y} |\mathbf {X} ,{\boldsymbol {\beta }},\sigma ^{2})\propto (\sigma ^{2})^{-n/2}e^{-{\frac {1}{2{\sigma }^{2}}}(\mathbf {y} -\mathbf {X} {\boldsymbol {\beta }})^{\rm {T}}(\mathbf {y} -\mathbf {X} {\boldsymbol {\beta }})}.}
Решение обычного метода наименьших квадратов является оценкой вектора коэффициентов с помощью псевдообратной матрицы Мура — Пенроуза:
{\displaystyle {\hat {\boldsymbol {\beta }}}=(\mathbf {X} ^{\rm {T}}\mathbf {X} )^{-1}\mathbf {X} ^{\rm {T}}\mathbf {y} }
где {\displaystyle \mathbf {X} } является {\displaystyle n\times k} матрицей плана, каждая строка которой является вектором предсказаний {\displaystyle \mathbf {x} _{i}^{\rm {T}}}, а {\displaystyle \mathbf {y} } является вектор-столбцом r {\displaystyle [y_{1}\;\cdots \;y_{n}]^{\rm {T}}}.
Это является частотным подходом, и предполагается, что существует достаточно измерений для того, чтобы сказать что-то осмысленное о {\displaystyle {\boldsymbol {\beta }}}. В байесовском подходе данные сопровождаются дополнительной информацией в виде априорного распределения вероятности. Априорные убеждения о параметрах комбинируются с функцией правдоподобия данных согласно теореме Байеса для получения апостериорной уверенности о параметрах {\displaystyle {\boldsymbol {\beta }}} и {\displaystyle \sigma }. Априорные данные могут принимать различные формы в зависимости от области применения и информации, которая доступна a priori.

## Регрессия с сопряжёнными распределениями

### Сопряжённое априорное распределение
Для любого априорного распределения, может не существовать аналитического решения для апостериорного распределения. В этом разделе мы рассмотрим так называемое сопряжённое априорное распределение, для которого апостериорное распределение можно вывести аналитически.
Априорное распределение {\displaystyle \rho ({\boldsymbol {\beta }},\sigma ^{2})} является сопряжённым функции правдоподобия, если оно имеет ту же функциональную форму с учётом {\displaystyle {\boldsymbol {\beta }}} и {\displaystyle \sigma }. Поскольку логарифмическое правдоподобие квадратично от {\displaystyle {\boldsymbol {\beta }}}, его перепишем так, что правдоподобие становится нормальным от {\displaystyle ({\boldsymbol {\beta }}-{\hat {\boldsymbol {\beta }}})}. Запишем
{\displaystyle {\begin{aligned}(\mathbf {y} -\mathbf {X} {\boldsymbol {\beta }})^{\rm {T}}(\mathbf {y} -\mathbf {X} {\boldsymbol {\beta }})&=(\mathbf {y} -\mathbf {X} {\hat {\boldsymbol {\beta }}})^{\rm {T}}(\mathbf {y} -\mathbf {X} {\hat {\boldsymbol {\beta }}})\\&+({\boldsymbol {\beta }}-{\hat {\boldsymbol {\beta }}})^{\rm {T}}(\mathbf {X} ^{\rm {T}}\mathbf {X} )({\boldsymbol {\beta }}-{\hat {\boldsymbol {\beta }}}).\end{aligned}}}
Правдоподобие теперь переписывается как
{\displaystyle {\begin{aligned}\rho (\mathbf {y} |\mathbf {X} ,{\boldsymbol {\beta }},\sigma ^{2})&\propto (\sigma ^{2})^{-v/2}e^{-{\frac {vs^{2}}{2{\sigma }^{2}}}}(\sigma ^{2})^{-(n-v)/2}\\&\times e^{-{\frac {1}{2{\sigma }^{2}}}({\boldsymbol {\beta }}-{\hat {\boldsymbol {\beta }}})^{\rm {T}}(\mathbf {X} ^{\rm {T}}\mathbf {X} )({\boldsymbol {\beta }}-{\hat {\boldsymbol {\beta }}})},\end{aligned}}}
где
{\displaystyle vs^{2}=(\mathbf {y} -\mathbf {X} {\hat {\boldsymbol {\beta }}})^{\rm {T}}(\mathbf {y} -\mathbf {X} {\hat {\boldsymbol {\beta }}})\quad } и {\displaystyle \quad v=n-k},
где {\displaystyle k} является числом коэффициентов регрессии.
Это указывает на вид априорного распределения:
{\displaystyle \rho ({\boldsymbol {\beta }},\sigma ^{2})=\rho (\sigma ^{2})\rho ({\boldsymbol {\beta }}|\sigma ^{2}),}
где {\displaystyle \rho (\sigma ^{2})} является обратным гамма-распределением
{\displaystyle \rho (\sigma ^{2})\propto (\sigma ^{2})^{-{\frac {v_{0}}{2}}-1}e^{-{\frac {v_{0}s_{0}^{2}}{2{\sigma }^{2}}}}.}
В обозначениях, введённых в статье Обратное гамма-распределение, это плотность распределения {\displaystyle {\text{Inv-Gamma}}(a_{0},b_{0})} с {\displaystyle a_{0}={\tfrac {v_{0}}{2}}} и {\displaystyle b_{0}={\tfrac {1}{2}}v_{0}s_{0}^{2}}, где {\displaystyle v_{0}} и {\displaystyle s_{0}^{2}} являются априорными значениями {\displaystyle v} и {\displaystyle s^{2}} соответственно. Эквивалентно, эту плотность можно описать как масштабированное обратное распределение хи-квадрат {\displaystyle {\mbox{Scale-inv-}}\chi ^{2}(v_{0},s_{0}^{2}).}
Далее, условная априорная плотность {\displaystyle \rho ({\boldsymbol {\beta }}|\sigma ^{2})} является нормальным распределением,
{\displaystyle \rho ({\boldsymbol {\beta }}|\sigma ^{2})\propto (\sigma ^{2})^{-{\frac {k}{2}}}e^{-{\frac {1}{2{\sigma }^{2}}}({\boldsymbol {\beta }}-{\boldsymbol {\mu }}_{0})^{\rm {T}}\mathbf {\Lambda } _{0}({\boldsymbol {\beta }}-{\boldsymbol {\mu }}_{0})}.}
В обозначениях нормального распределения условное априорное распределение равно {\displaystyle {\mathcal {N}}\left({\boldsymbol {\mu }}_{0},\sigma ^{2}\mathbf {\Lambda } _{0}^{-1}\right).}

### Апостериорное распределение
При указанном априорным распределении апостериорное распределение можно выразить как
{\displaystyle \rho ({\boldsymbol {\beta }},\sigma ^{2}|\mathbf {y} ,\mathbf {X} )\propto \rho (\mathbf {y} |\mathbf {X} ,{\boldsymbol {\beta }},\sigma ^{2})\rho ({\boldsymbol {\beta }}|\sigma ^{2})\rho (\sigma ^{2})}
{\displaystyle \propto (\sigma ^{2})^{-n/2}e^{-{\frac {1}{2{\sigma }^{2}}}(\mathbf {y} -\mathbf {X} {\boldsymbol {\beta }})^{\rm {T}}(\mathbf {y} -\mathbf {X} {\boldsymbol {\beta }})}}
{\displaystyle \times (\sigma ^{2})^{-k/2}e^{-{\frac {1}{2{\sigma }^{2}}}({\boldsymbol {\beta }}-{\boldsymbol {\mu }}_{0})^{\rm {T}}{\boldsymbol {\Lambda }}_{0}({\boldsymbol {\beta }}-{\boldsymbol {\mu }}_{0})}}
{\displaystyle \times (\sigma ^{2})^{-(a_{0}+1)}e^{-{\frac {b_{0}}{{\sigma }^{2}}}}.}
После некоторых преобразований апостериорная вероятность может быть переписана так, что апостериорное среднее {\displaystyle {\boldsymbol {\mu }}_{n}} вектора параметров {\displaystyle {\boldsymbol {\beta }}} может быть выражено в терминах оценки по методу наименьших квадратов {\displaystyle {\hat {\boldsymbol {\beta }}}} и априорного среднего {\displaystyle {\boldsymbol {\mu }}_{0}}, где поддержка априорной вероятности выражается матрицей априорной точности {\displaystyle {\boldsymbol {\Lambda }}_{0}}
{\displaystyle {\boldsymbol {\mu }}_{n}=(\mathbf {X} ^{\rm {T}}\mathbf {X} +{\boldsymbol {\Lambda }}_{0})^{-1}(\mathbf {X} ^{\rm {T}}\mathbf {X} {\hat {\boldsymbol {\beta }}}+{\boldsymbol {\Lambda }}_{0}{\boldsymbol {\mu }}_{0}).}
Для подтверждения, что {\displaystyle {\boldsymbol {\mu }}_{n}} в действительности является апостериорным средним, квадратичные члены в экспоненте можно преобразовать к квадратичной форме от {\displaystyle {\boldsymbol {\beta }}-{\boldsymbol {\mu }}_{n}}.
{\displaystyle (\mathbf {y} -\mathbf {X} {\boldsymbol {\beta }})^{\rm {T}}(\mathbf {y} -\mathbf {X} {\boldsymbol {\beta }})+({\boldsymbol {\beta }}-{\boldsymbol {\mu }}_{0})^{\rm {T}}{\boldsymbol {\Lambda }}_{0}({\boldsymbol {\beta }}-{\boldsymbol {\mu }}_{0})=}
{\displaystyle ({\boldsymbol {\beta }}-{\boldsymbol {\mu }}_{n})^{\rm {T}}(\mathbf {X} ^{\rm {T}}\mathbf {X} +{\boldsymbol {\Lambda }}_{0})({\boldsymbol {\beta }}-{\boldsymbol {\mu }}_{n})+\mathbf {y} ^{\rm {T}}\mathbf {y} -{\boldsymbol {\mu }}_{n}^{\rm {T}}(\mathbf {X} ^{\rm {T}}\mathbf {X} +{\boldsymbol {\Lambda }}_{0}){\boldsymbol {\mu }}_{n}+{\boldsymbol {\mu }}_{0}^{\rm {T}}{\boldsymbol {\Lambda }}_{0}{\boldsymbol {\mu }}_{0}.}
Теперь апостериорное распределение можно выразить как нормальное распределение, умноженное на обратное гамма-распределение:
{\displaystyle \rho ({\boldsymbol {\beta }},\sigma ^{2}|\mathbf {y} ,\mathbf {X} )\propto (\sigma ^{2})^{-{\frac {k}{2}}}e^{-{\frac {1}{2{\sigma }^{2}}}({\boldsymbol {\beta }}-{\boldsymbol {\mu }}_{n})^{\rm {T}}(\mathbf {X} ^{\rm {T}}\mathbf {X} +\mathbf {\Lambda } _{0})({\boldsymbol {\beta }}-{\boldsymbol {\mu }}_{n})}}
{\displaystyle \times (\sigma ^{2})^{-{\frac {n+2a_{0}}{2}}-1}e^{-{\frac {2b_{0}+\mathbf {y} ^{\rm {T}}\mathbf {y} -{\boldsymbol {\mu }}_{n}^{\rm {T}}(\mathbf {X} ^{\rm {T}}\mathbf {X} +{\boldsymbol {\Lambda }}_{0}){\boldsymbol {\mu }}_{n}+{\boldsymbol {\mu }}_{0}^{\rm {T}}{\boldsymbol {\Lambda }}_{0}{\boldsymbol {\mu }}_{0}}{2{\sigma }^{2}}}}.}
Поэтому апостериорное распределение можно параметризовать следующим образом.
{\displaystyle \rho ({\boldsymbol {\beta }},\sigma ^{2}|\mathbf {y} ,\mathbf {X} )\propto \rho ({\boldsymbol {\beta }}|\sigma ^{2},\mathbf {y} ,\mathbf {X} )\rho (\sigma ^{2}|\mathbf {y} ,\mathbf {X} ),}
где два множителя соответствуют плотностям распределений {\displaystyle {\mathcal {N}}\left({\boldsymbol {\mu }}_{n},\sigma ^{2}{\boldsymbol {\Lambda }}_{n}^{-1}\right)\,} и {\displaystyle {\text{Inv-Gamma}}\left(a_{n},b_{n}\right)} с параметрами, задаваемыми выражениями
{\displaystyle {\boldsymbol {\Lambda }}_{n}=(\mathbf {X} ^{\rm {T}}\mathbf {X} +\mathbf {\Lambda } _{0}),\quad {\boldsymbol {\mu }}_{n}=({\boldsymbol {\Lambda }}_{n})^{-1}(\mathbf {X} ^{\rm {T}}\mathbf {X} {\hat {\boldsymbol {\beta }}}+{\boldsymbol {\Lambda }}_{0}{\boldsymbol {\mu }}_{0}),}
{\displaystyle a_{n}=a_{0}+{\frac {n}{2}},\qquad b_{n}=b_{0}+{\frac {1}{2}}(\mathbf {y} ^{\rm {T}}\mathbf {y} +{\boldsymbol {\mu }}_{0}^{\rm {T}}{\boldsymbol {\Lambda }}_{0}{\boldsymbol {\mu }}_{0}-{\boldsymbol {\mu }}_{n}^{\rm {T}}{\boldsymbol {\Lambda }}_{n}{\boldsymbol {\mu }}_{n}).}
Это можно интерпретировать как байесовское обучение, в котором параметры обновляются согласно следующим равенствам
{\displaystyle {\boldsymbol {\mu }}_{n}=(\mathbf {X} ^{\rm {T}}\mathbf {X} +{\boldsymbol {\Lambda }}_{0})^{-1}({\boldsymbol {\Lambda }}_{0}{\boldsymbol {\mu }}_{0}+\mathbf {X} ^{\rm {T}}\mathbf {X} {\hat {\boldsymbol {\beta }}})=(\mathbf {X} ^{\rm {T}}\mathbf {X} +{\boldsymbol {\Lambda }}_{0})^{-1}({\boldsymbol {\Lambda }}_{0}{\boldsymbol {\mu }}_{0}+\mathbf {X} ^{\rm {T}}\mathbf {y} ),}
{\displaystyle {\boldsymbol {\Lambda }}_{n}=(\mathbf {X} ^{\rm {T}}\mathbf {X} +{\boldsymbol {\Lambda }}_{0}),}
{\displaystyle a_{n}=a_{0}+{\frac {n}{2}},}
{\displaystyle b_{n}=b_{0}+{\frac {1}{2}}(\mathbf {y} ^{\rm {T}}\mathbf {y} +{\boldsymbol {\mu }}_{0}^{\rm {T}}{\boldsymbol {\Lambda }}_{0}{\boldsymbol {\mu }}_{0}-{\boldsymbol {\mu }}_{n}^{\rm {T}}{\boldsymbol {\Lambda }}_{n}{\boldsymbol {\mu }}_{n}).}

### Обоснованность модели
Обоснованность модели {\displaystyle p(\mathbf {y} |m)} — это вероятность данных для данной модели {\displaystyle m}. Она известна также как предельное правдоподобие и как априорная предсказательная плотность. Здесь модель определяется функцией правдоподобия {\displaystyle p(\mathbf {y} |\mathbf {X} ,{\boldsymbol {\beta }},\sigma )} и априорным распределением параметров, то есть, {\displaystyle p({\boldsymbol {\beta }},\sigma )}. Обоснованность модели фиксируется одним числом, показывающим, насколько хорошо такая модель объясняет наблюдения. Обоснованность модели байесовской линейной регрессии, представленная в этом разделе, может быть использована для сравнения конкурирующих линейных моделей путём байесовского сравнения моделей. Эти модели могут отличаться числом и значениями предсказывающих переменных, как и их априорными значениями в параметрах модели. Сложность модели принимается во внимание обоснованностью модели, поскольку она исключает параметры путём интегрирования {\displaystyle p(\mathbf {y} ,{\boldsymbol {\beta }},\sigma |\mathbf {X} )} по всем возможным значениям {\displaystyle {\boldsymbol {\beta }}} и {\displaystyle \sigma }.
{\displaystyle p(\mathbf {y} |m)=\int p(\mathbf {y} |\mathbf {X} ,{\boldsymbol {\beta }},\sigma )\,p({\boldsymbol {\beta }},\sigma )\,d{\boldsymbol {\beta }}\,d\sigma }
Этот интеграл можно вычислить аналитически и решение задаётся следующим равенством
{\displaystyle p(\mathbf {y} |m)={\frac {1}{(2\pi )^{n/2}}}{\sqrt {\frac {\det({\boldsymbol {\Lambda }}_{0})}{\det({\boldsymbol {\Lambda }}_{n})}}}\cdot {\frac {b_{0}^{a_{0}}}{b_{n}^{a_{n}}}}\cdot {\frac {\Gamma (a_{n})}{\Gamma (a_{0})}}}
Здесь {\displaystyle \Gamma } означает гамма-функцию. Поскольку мы выбрали сопряжённое априорное распределение, предельное правдоподобие может быть легко вычислено путём решения следующего равенства для произвольных значений {\displaystyle {\boldsymbol {\beta }}} и {\displaystyle \sigma }.
{\displaystyle p(\mathbf {y} |m)={\frac {p({\boldsymbol {\beta }},\sigma |m)\,p(\mathbf {y} |\mathbf {X} ,{\boldsymbol {\beta }},\sigma ,m)}{p({\boldsymbol {\beta }},\sigma |\mathbf {y} ,\mathbf {X} ,m)}}}
Заметим, что это равенство является ни чем иным, как переформулировкой теоремы Байеса. Подстановка формулы для априорной вероятности, правдоподобия и апостериорной вероятности и упрощения получающегося выражения приводит к аналитическому выражению, приведённому выше.

## Другие случаи
В общем случае может оказаться невозможным или нецелесообразным получать апостериорное распределение аналитически. Однако можно аппроксимировать апостериорную вероятность методом приближенного байесовского вывода, таким как выборка по методу Монте-Карло или вариационные байесовские методы.
Частный случай {\displaystyle {\boldsymbol {\mu }}_{0}=0,\mathbf {\Lambda } _{0}=c\mathbf {E} } называется гребневой регрессией.
Аналогичный анализ можно провести для общего случая множественной регрессии и частично для байесовской оценки ковариационной матрицы — см. Байесовская мультивариантная линейная регрессия.

## Программное обеспечение
- Python
  - Bayesian Type-II Linear Regression code, tutorial Архивная копия от 18 декабря 2020 на Wayback Machine
  - ARD Linear Regression code Архивная копия от 1 марта 2017 на Wayback Machine
  - ARD Linear Regression with kernelized features code Архивная копия от 1 марта 2017 на Wayback Machine, tutorial Архивная копия от 18 декабря 2020 на Wayback Machine